# Le Portrait interdit
Pour plus de détails, voir Fiche technique et Distribution.
Le Portrait interdit est un drame historique franco-chinois réalisé par Charles de Meaux, sorti en décembre 2017. Il met en scène la rencontre entre un frère jésuite, peintre à la cour de Chine et l'impératrice Ulanara, deuxième épouse de l'empereur Qianlong.

## Synopsis
Basé sur un fond historique, le film part d'un portrait exécuté vers 1760 à la cour impériale de Chine par le frère jésuite Jean-Denis Attiret, dont le cousin Claude-François Attiret était un peintre de cour reconnu en France. Le jésuite, en mission en Chine, est introduit à la cour de l'empereur Qianlong, dont il devient le  peintre officiel, et fait le portrait de Ulanara, concubine puis seconde épouse de l'empereur. Attiret, au fil des séances de pose devient amoureux de son modèle. De cette relation ambiguë entre le peintre et son modèle il ne reste que ce portrait à la sensualité énigmatique. Quand l'empereur répudie Ulanara, le portrait devient interdit et Attiret arrive à le faire parvenir en France avant de mourir.

## Fiche technique
- Titre : Le Portrait interdit
- Réalisation : Charles de Meaux
- Scénario : Charles de Meaux et Michel Fessler
- Photographie : Charles de Meaux
- Montage : Catherine Libert
- Décors :
- Costumes : Sandra Berrebi
- Assistante Costumes: Xiaobei Dong
- Musique :
- Producteur : Charles de Meaux, Timothy Mou et Huang Tao
  - Coproducteur : Lattés et Lim Chin Siew
- Production : Anna Sanders Films[1] et Evergrande Pictures
- Distribution : Rezo Films, Condor Entertainment (France)
- Pays d'origine :  France et  Chine
- Langue : français et mandarin
- Genre : drame et historique
- Durée : 94 minutes
- Dates de sortie : 
  -  Chine : 2016
  -  France :
    - 27 septembre 2017 (Paris)
    - 20 décembre 2017 (en salles)

## Distribution
- Fan Bingbing : l'impératrice Ulanara
- Melvil Poupaud : Jean-Denis Attiret
- Shi-Jye Jin : Chen
- Yue Wu : Yi
- Feifei Yao : une concubine de haut rang
- Thibault de Montalembert : Giuseppe Castiglione
- Féodor Atkine : frère Paul

## Sortie

### Accueil critique
Le site Allociné recense une moyenne des critiques presse de 3/5, et des critiques spectateurs à 3,5/5. 
Le film a été bien accueilli par la presse, le Figaro parle d'une "Alchimie cinématographique singulière " et publie un article de l'écrivain et poète chinois François Cheng. Le Portrait Interdit apparaît à la une du journal Libération qui lui consacre deux pages. Télérama décrit "une Fresque romanesque et somptueuse" dans son numéro du 20 décembre 2017, et consacre également sa couverture à l'actrice principale du film Fan Bingbing.